# Боулинг-Грин (Виргиния)
Боулинг-Грин  (англ. Bowling Green) — город и административный центр округа Каролайн в штате Виргиния США. По данным переписи 2020 года, численность населения составляла 1168 человек.

## Население
| 1907 | 2010  | 2020  |
| ---- | ----- | ----- |
| 500  | ↗1111 | ↗1168 |